# Ernest-Frédéric II de Saxe-Hildburghausen
Ernest-Frédéric II de Saxe-Hildburghausen, né le 17 décembre 1707 à Hildburghausen, décédé le 13 août 1745 à Hildburghausen.
Il est duc de Saxe-Hildburghausen de 1724 à 1745.

## Biographie
Fils d'Ernest-Frédéric Ier de Saxe-Hildburghausen et de Sophie-Albertine d'Erbach-Erbach.
Ernest-Frédéric II de Saxe-Hildburghausen épouse le 19 juin 1726 Caroline d'Erbach-Fürstenau (1700-1758), (fille de Philippe-Charles d'Erbach-Fürstenau). Quatre enfants sont nés de cette union :
- Ernest-Frédéric III de Saxe-Hildburghausen, duc de Saxe-Hildburghausen
- Frédéric de Saxe-Hildburghausen (1728-1735)
- Eugène de Saxe-Hildburghausen (1730-1795), en 1778 il épouse Caroline de Saxe-Hildburghausen (morte en 1790), (fille de Ernest-Frédéric III de Saxe-Hildburghausen)
- Amélie de Saxe-Hildburghausen (1732-1799), en 1749 elle épouse le prince Louis de Hohenlohe-Neuenstein-Oehringen.

Au décès de son père survenu en 1724, Ernest-Frédéric II de Saxe-Hilburghausen succède à son père, mais âgé de dix-sept ans sa mère assume la régence du duché jusqu'à sa majorité (1728). La santé mentale et physique du duc est fragile. Malgré tout il doit faire face aux multiples problèmes financiers qui se posent à lui. Son duché est sans ressources, l'endettement est si lourd que les impôts ne suffisaient pas couvrir les intérêts des emprunts.
En 1743, il se voit remettre le régiment d'infanterie par l'électeur du Palatinat et est promu lieutenant général. Plus tard l'empereur Charles VII du Saint-Empire le nomme major général de camp.
Ernest-Frédéric II de Saxe-Hildburghausen appartint à la quatrième branche de la Maison de Wettin, elle-même issue de la seconde branche. La Maison ducale de Saxe-Hildburghausen appartint à la branche ernestine fondée par Ernest de Saxe. Cette lignée s'éteignit en 1991.